# John Waldron
John Charles Waldron (ur. 24 sierpnia 1900 w Fort Pierre, zm. 4 czerwca 1942 pod Midway) – Lieutenant commander,  pilot bombowców torpedowych amerykańskiej marynarki wojennej, w czasie bitwy pod Midway dowódca 8. eskadry torpedowej (VT-8) lotniskowca USS „Hornet” (CV-8).

## Życiorys
Urodził się 24 sierpnia 1900 roku w Fort Pierre w Dakocie Południowej, w 1920 roku wstąpił do akademię marynarki wojennej w Annapolis, którą ukończył 5 czerwca 1924 roku i otrzymał swój pierwszy przydział na krążowniku USS „Seattle” (CA-11). Wkrótce rozpoczął szkolenie lotnicze w Naval Air Station w Pensacoli na Florydzie, aby w roku 1927 uzyskać uprawnienia pilota. W 1939 roku uzyskał promocję do stopnia Lieutenant commander (komandor podporucznik), a krótko przed japońskim atakiem na Pearl Harbor objął samodzielne dowództwo 8. eskadry torpedowej (VT-8) lotniskowca USS „Hornet” (CV-8).
W 4 czerwca 1942 roku, w dniu bitwy pod Midway, zignorował rozkaz dowódcy grupy lotniczej USS „Hornet” Cmdr. Stanhope Ringa o locie grupy na zachód-północny zachód, i uważając go za błędny odłączył swoją eskadrę od reszty ugrupowania kierując VT-8 na południowy zachód. Podjął w ten sposób ryzyko postawienia przed sądem wojennym, w efekcie jednak jego decyzji, Torpedo Squadron Eight jako pierwsza amerykańska eskadra pokładowa odnalazła japoński zespół okrętów Połączonej Floty. Podczas gdy reszta samolotów „Horneta” nigdy go nie odnalazła i nie wzięła udziału w głównej porannej części bitwy.
Atakując japońskie lotniskowce bez eskorty, przestarzałe i powolne TBD Devastatory stały się obiektem ataku japońskich myśliwców A6M Zero, które wraz z obroną przeciwlotniczą zestrzeliły wszystkie 15 samolotów VT-8, w tym maszynę Waldrona. Atak jego eskadry był jednak jednym z trwających dwie godziny amerykańskich ataków na zespół okrętów admirała Chūichi Nagumo, które wyczerpały fizycznie i psychicznie japońskich pilotów i marynarzy, przyczyniając się w ten sposób do sukcesu ataku bombowców nurkujących SBD Dauntless z eskadr VB-6, VS-6 i VB-3, które do godziny 10:25 rano, w ciągu pięciu minut zniszczyły trzy japońskie lotniskowce.
W uznaniu bohaterstwa i poświęcenia, John Waldron został pośmiertnie odznaczony Navy Cross – najwyższym odznaczeniem bojowym marynarki – oraz Purple Heart, jego imię otrzymał też  niszczyciel USS „Waldron” (DD-699), zaś eskadra VT-8 otrzymała najwyższe odznaczenie bojowe przyznawane jednostkom wojskowym – Presidential Unit Citation.